# Levécourt
Levécourt is een gemeente in het Franse departement Haute-Marne (regio Grand Est) en telt 95 inwoners (2009). De plaats maakt deel uit van het arrondissement Chaumont.
Levécourt is het geboortedorp van de gebroeders Hemony.

## Geografie
De oppervlakte van Levécourt bedraagt 6,8 km², de bevolkingsdichtheid is dus 14 inwoners per km².
De onderstaande kaart toont de ligging van Levécourt met de belangrijkste infrastructuur en aangrenzende gemeenten.

## Demografie
Onderstaande figuur toont het verloop van het inwonertal (bron: INSEE-tellingen).